# Typhlops vermicularis
Typhlops vermicularis là một loài rắn trong họ Typhlopidae. Loài này được Merrem mô tả khoa học đầu tiên năm 1820.

## Hình ảnh

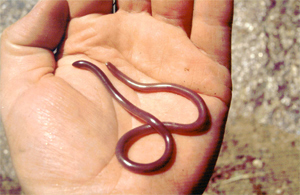
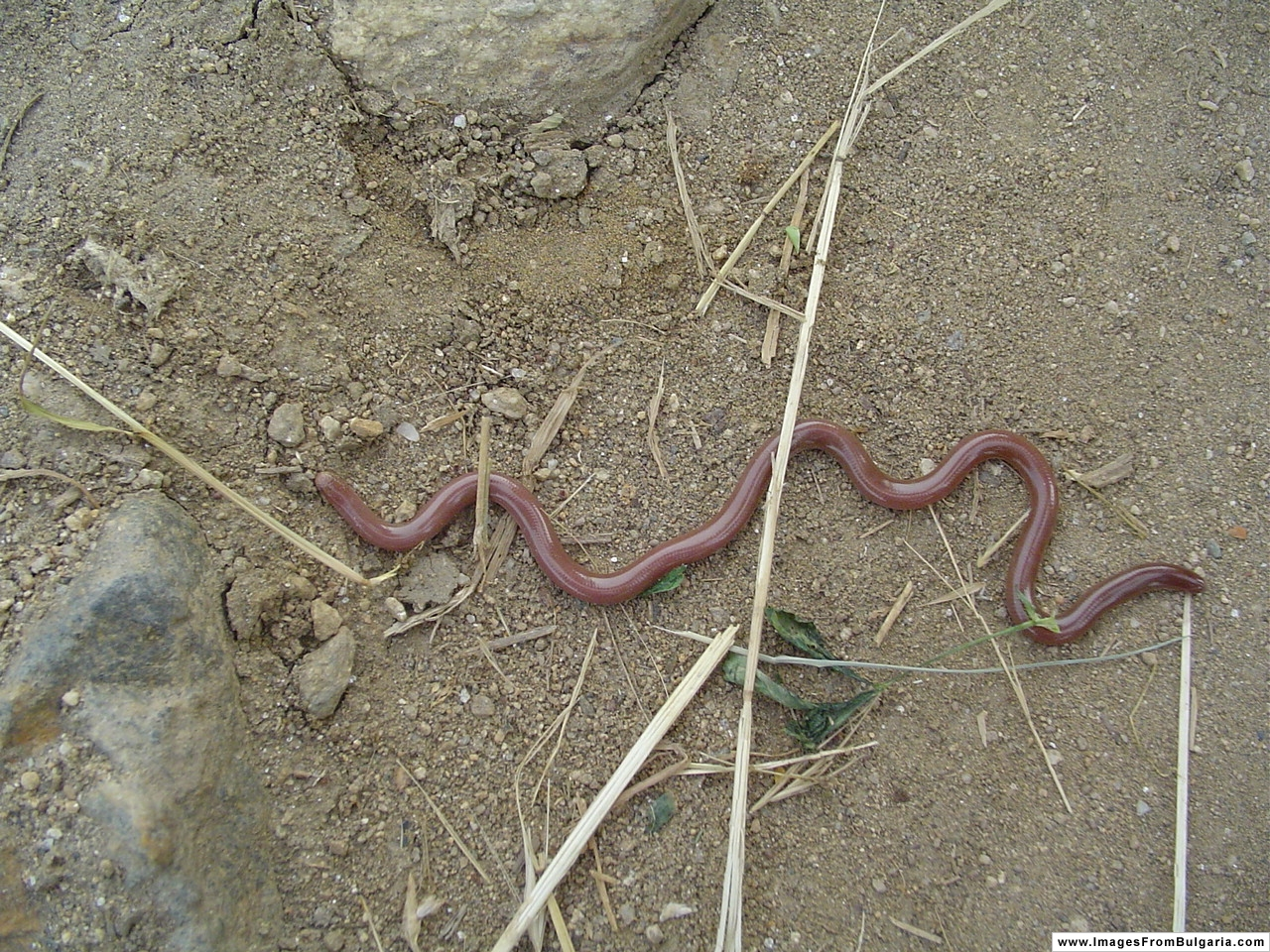
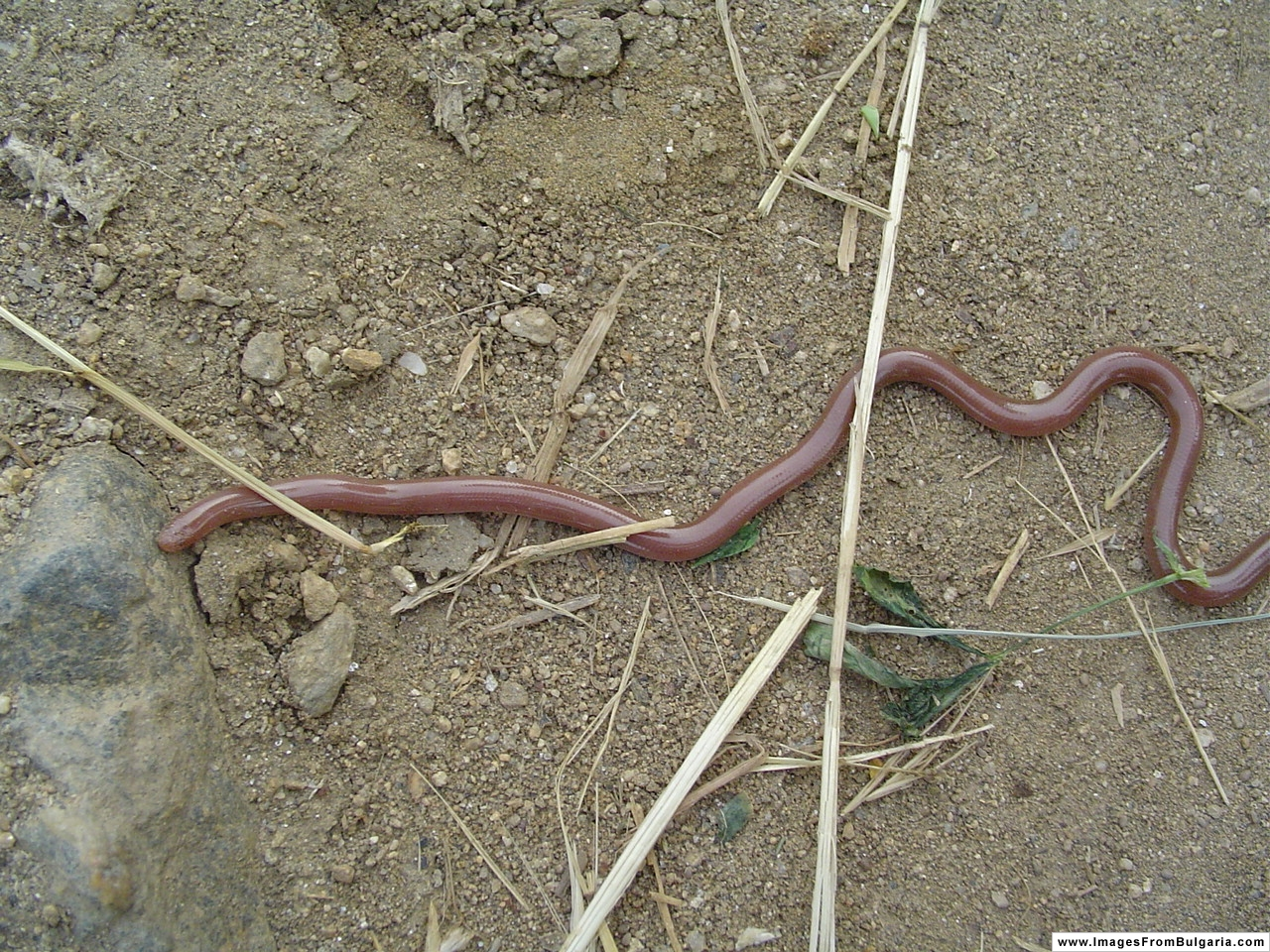
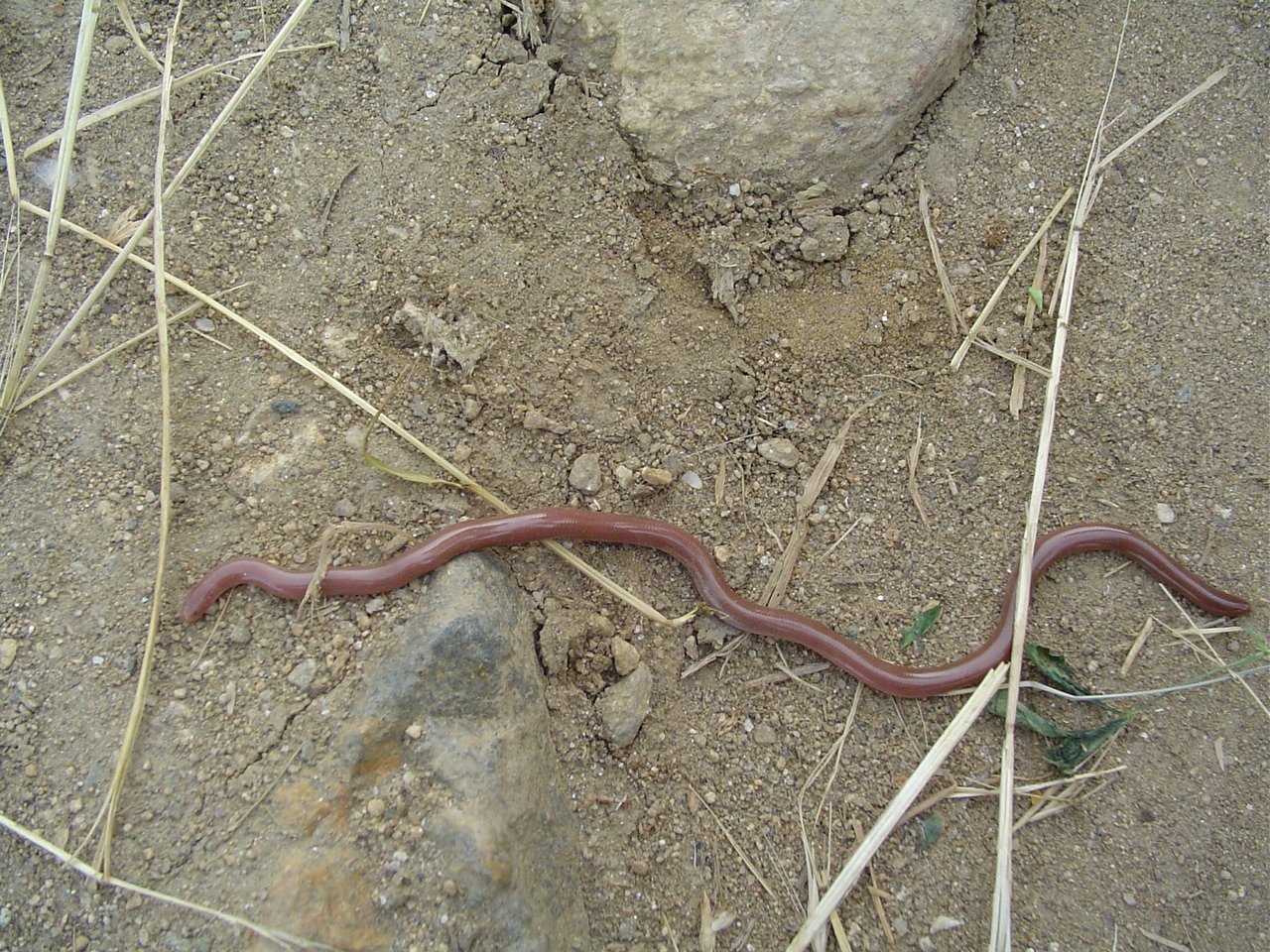